# Leopon

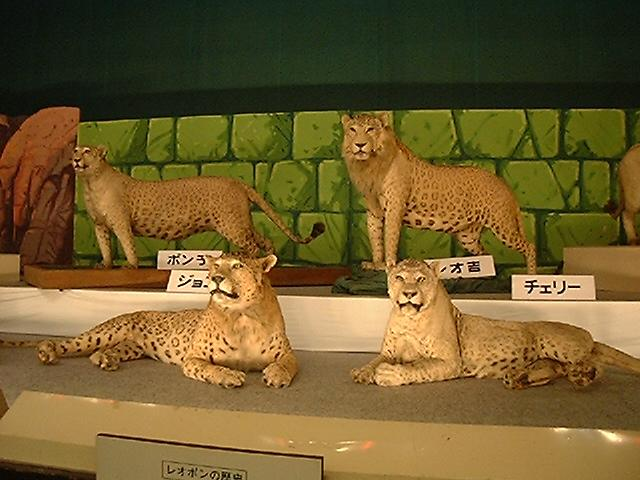

Een leopon is een kruising tussen een leeuwin en een mannelijke luipaard. In theorie zou de kruising in de natuur voor kunnen komen, maar de enige gedocumenteerde kruisingen komen uit dierentuinen, de eerste in 1910. Het dier heeft zowel manen als vlekken. Het is een hybride waar niet mee gefokt kan worden.
In 1959 werd in een dierentuin in Italië nageslacht geboren uit een kruising tussen een leeuw en een vrouwtjesluipaard. In het Engels worden deze liard genoemd. Er is geen Nederlandse benaming voor deze dieren.